# 김태한 (축구 선수)
김태한(金台翰, 1996년 2월 24일 ~ )은 대한민국의 축구 선수로 포지션은 센터백이며 현재 K리그1 수원 FC 소속이다.

## 클럽 경력
현풍고등학교를 졸업하고 한양대학교에 재학 하던 중 2018 시즌을 앞두고 대구 FC에 우선지명을 받으며 프로 무대에 입성했다. 5월 13일 수원 삼성 블루윙즈와의 K리그1 경기에 선발로 출전하면서 프로 데뷔전을 치렀다.
2021 시즌을 앞두고 김포 FC에 입단했다.
2024 시즌을 앞두고 수원 FC에 입단했다.
9라운드 광주 원정경기에서 후반전 95분 역습 상황에서 이승우의 패스를 받고 극장 역전골을 만들어내며 팀의 2:1 승리와 시즌 첫 3연승을 거두었다. 경기 MOM, 라운드 베스트 11에 선정됐다. 37라운드 강원 홈경기에서 전반전 41분 코너킥 상황에서 한교원의 헤딩을 받아서 시즌 2호골을 만들어냈다.

## 수상

### 팀
- FA컵 우승: 2018